# Женщины над пропастью (фильм)
«Женщины над пропастью» (пол. Kobiety nad przepaścią) — польский чёрно-белый художественный фильм 1938 года, снятый режиссёрами Михалом Вашиньским и Эмилем Хаберским.
Премьера фильма состоялась 15 марта 1938 года.

## Сюжет
Марыся Журкувна, простая деревенская девушка по настоянию друзей решает отправиться за лучшей долей в Америку к своей сестре. Она уезжает из родного села в Варшаву, оставив своего возлюбленного Валека, а оттуда, по поддельному паспорту — в Бразилию. Уже в Южной Америке, Марыся с ужасом узнаёт, что мнимые друзья были в действительности преступниками-торговцами «живым товаром», и её ожидает будущее проститутки. Она становится свидетелем гибели сестры, также попавшей в Бразилии в бордель.
Между тем, Валек приезжает в Варшаву и там узнает, что Марыся продана в рабство для работы в бразильском публичном доме.
Парень устраивается на работу матросом на корабль, курсирующий вдоль побережья Бразилии, и после долгих поисков находит любимую и помогает ей выбраться из этого положения.
Фильм был снят под патронатом и при участии Польского комитета по борьбе с торговлей женщинами и детьми, и его художественный уровень выгодно отличался от других фильмов этого жанра. Общественно полезная кинолента предупреждала наивных девушек о возможной опасности стать «живым товаром» в довоенной Польше.

## В ролях
- Мария Богда — Марыся
- Адам Бродзиш — Валек
- Нора Ней — Лора Вентана, руководитель танцевального салона
- Ядвига Анджеевская — Иза, следователь
- Казимеж Юноша-Стемповский — Воляк, главарь банды торговцев женщинами
- Александр Жабчинский — Клуг, директор мюзик-холла
- Тамара Вишневская — Роза
- Эльжбета Крыньская — Пола
- Нина Сверчевская — Франка, сестра Марыси
- Станислав Селяньский — Стась, матрос
- Богуслав Самборский — Мюллер, владелец таверны
- Тадеуш Весёловский
- Ханна Парысевич
- Стефан Хныдзиньский — Куба, матрос
- Ванда Яршевская — руководитель женского отдела полиции
- Хелена Зарембина — аккомпаниатор
- Анеля Роляндова
- Зофия Довнарувна
- Текля Трапшо
- Станислава Высоцкая
- Альдона Ясиньская